# Xenostega diagramma
Xenostega diagramma là một loài bướm đêm trong họ Geometridae.